# FC Samtredia
Football Club Samtredia (normalt bare kendt som Samtredia Tbilisi) er en georgisk fodboldklub fra hovedstaden Tbilisi. Klubben blev grundlagt i 1936.

## Titler
- Georgiske Liga (1): 2016[1]
- Superpokalturnering (1): 2017[2]

## Historiske slutplaceringer

### Umaglesi Liga un Pirveli Liga
| Sæson   | Niveau | Liga          | Placering | Kilder |
| ------- | ------ | ------------- | --------- | ------ |
| 2013-14 | 2.     | Pirveli Liga  | 1.        | [ 3 ]  |
| 2014-15 | 1.     | Umaglesi līga | 6.        | [ 4 ]  |
| 2015-16 | 1.     | Umaglesi līga | 2.        | [ 5 ]  |
| 2016    | 1.     | Umaglesi līga | 1.        | [ 6 ]  |

### Erovnuli Liga
| Sæson | Niveau | Liga          | Placering | Kilder |
| ----- | ------ | ------------- | --------- | ------ |
| 2017  | 1.     | Erovnuli liga | 3.        | [ 7 ]  |
| 2018  | 1.     | Erovnuli liga | 9.        | [ 8 ]  |
| 2019  | 2.     | Erovnuli liga | 2.        | [ 9 ]  |
| 2020  | 1.     | Erovnuli liga | 7.        | [ 10 ] |
| 2021  | 1.     | Erovnuli liga | 10.       | [ 11 ] |
|       |        |               |           |        |
| 2023  | 1.     | Erovnuli liga | 9.        | [ 12 ] |
| 2024  | 1.     | Erovnuli Liga | 10.       | [ 13 ] |

## Nuværende trup
Pr. 26. marts 2024.
| Nr. | Land           | Position | Spiller               |
| --- | -------------- | -------- | --------------------- |
| 1   | Georgien       | MM       | Tornike Megrelishvili |
| 3   | Georgien       | FO       | Zurab Gigashvili      |
| 7   | Georgien       | AN       | Revaz Injgia          |
| 8   | Argentina      | MI       | Eric Barrios          |
| 9   | Georgien       | AN       | Giorgi Gogolashvili   |
| 10  | Afghanistan    | AN       | Omran Haydary         |
| 14  | Brasilien      | FO       | Léo Assunpcão         |
| 15  | Georgien       | FO       | Giorgi Kveladze       |
| 17  | Georgien       | AN       | Irakli Chiabrishvili  |
| 20  | Nordmakedonien | FO       | Filip Boskovski       |
| 4   | Georgien       | FO       | Jemal Chachua         |

| Nr. | Land         | Position | Spiller              |
| --- | ------------ | -------- | -------------------- |
| 23  | Rusland      | AN       | Niko Abuladze        |
| 25  | Georgien     | MM       | Avtandil Labadze     |
| 38  | Tadsjikistan | MI       | Murodali Aknazarov   |
| 30  | Georgien     | MI       | Malkhaz Chitaishvili |
| 40  | Georgien     | FO       | Davit Ubilava        |
| 11  | Georgien     | MI       | Dito Pachulia        |
| 18  | Georgien     | MI       | Levan Khmaladze      |
| 39  | Sydafrika    | MI       | Tochi Shaun Ukpeli   |
| 2   | Georgien     | AN       | Lasha Kvaratskhelia  |
| 29  | Georgien     | AN       | Vano Chargeishvili   |
| —-  | Ghana        | AN       | Daniel Owusu         |